# Neudrossenfeld
Neudrossenfeld – miejscowość i gmina w Niemczech, w kraju związkowym Bawaria, w rejencji Górna Frankonia, w regionie Oberfranken-Ost, w powiecie Kulmbach. Leży nad Menem, przy autostradzie A70 i drodze B85.
Gmina położona jest 11 km na południowy wschód od Kulmbach, 43 km na południowy zachód od Hof i 10 km na północny zachód od Bayreuth.

## Dzielnice
W skład gminy wchodzą następujące dzielnice: 
| - Aichen - Altdrossenfeld - Berghaus - Brücklein - Buch - Dreschen - Dreschenau - Eberhardtsreuth - Eichberg - Eselslohe - Fichtelhof - Fohlenhof - Grauenthal - Hainbühl - Heidelmühle - Hirschgründlein | - Hörethshof - Hornungsreuth - Igelsreuth - Langenstadt - Lehen - Mermettenreuth - Muckenreuth - Neudrossenfeld - Neuenreuth - Oberbrücklein - Oberkeil - Oberzinkenflur - Pechgraben - Rohr - Rudolphsberg | - Schaitz - Schlappach - Schwingen - Tauberhof - Unterbrücklein - Untergräfenthal - Unterkeil - Unterlaitsch - Unterlettenrangen - Unterobsang - Unterzinkenflur - Waldau - Waldmannsberg - Wehelitz - Zoltmühle |

## Zabytki i atrakcje
- zamek Neudrossenfeld z ogrodami
- Kościół pw. Trójcy Świętej (Dreifaltigkeitskirche) wybudowany w latach 1753–1760